# Iolanda Laranjeiro

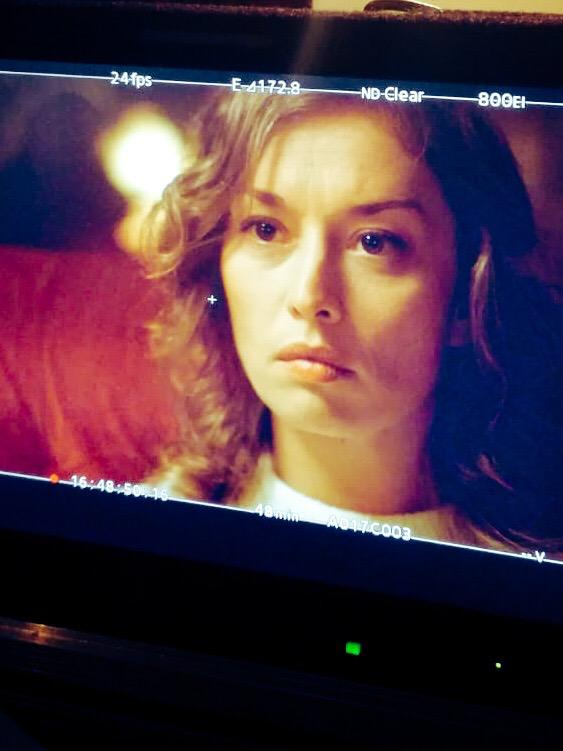
Atriz Iolanda Laranjeiro no filme "Submissão" do realizador Leonardo António.

Iolanda Laranjeiro (29 de junho de 1984 (40 anos)) é uma atriz e diretora de atores portuguesa, com Formação de Atores da  ESTC - Escola Superior de Teatro e Cinema, estreia-se profissionalmente em 2003 na Companhia de Teatro de Almada, no espetáculo A Paz.
Em 2016 fundou a AMA – Academia Mundo das Artes em parceria com a Paulo Ferreira e José Pedro Ribeiro, uma escola dedicada à formação de atores para televisão e cinema localizada em Campo de Ourique.
Em 19 de maio de 2018 casou-se com o ator Marcantonio Del Carlo, de quem se divorcia em 2023. Em 27 de julho de 2020 foi mãe de uma menina chamada Simone. 

## Formação
Curso de Formação de Atores - ESTC - Escola Superior de Teatro e Cinema
Licenciatura Bietápica em Teatro (ramo de Teatro e Educação) - ESTC - Escola Superior de Teatro e Cinema
Estágio Internacional em Commedia dell’Arte ministrado por António Fava (Teatro del Vicolo - Itália)

## Teatro

### Atriz
| Ano  | Titulo                             | Encenador                          | Companhia                      | Ref.          |
| ---- | ---------------------------------- | ---------------------------------- | ------------------------------ | ------------- |
| 2003 | A Paz                              | Vítor Gonçalves                    | Companhia de Teatro de Almada  |               |
| 2006 | Urgências 2006                     | Tiago Rodrigues                    | Mundo Perfeito                 | [ 4 ]         |
| 2006 | César                              |                                    | «O Meu Joelho»                 | [ 4 ]         |
| 2007 | Teatro-clip                        | Carlos J. Pereira                  | Teatro da Garagem              | [ 4 ]         |
| 2009 | Son(h)o                            |                                    | Ninho de Víboras               | [ 4 ]         |
| 2011 | Uma faca nos dentes                | Tiago Mateus                       | Comuna - Teatro de Pesquisa    | [ 4 ] [ 5 ]   |
| 2014 | Quatro metades                     | Renato Godinho                     | «Buzico!»                      | [ 6 ] [ 7 ]   |
| 2015 | Mulher(e)Xão                       | Iolanda Laranjeiro e Susana Arrais |                                | [ 8 ]         |
| 2016 | Loucos por Amor                    | António Melo                       | Sociedade Guilherme Cossoul    | [ 9 ]         |
| 2018 | Ensaio no Feminino                 | Rita Lello                         | Chapitô                        | [ 10 ] [ 11 ] |
| 2019 | Istambul Istambul                  | Jefferson Miranda                  | AMA - Academia Mundo das Artes |               |
| 2022 | Nove encontros teatrais Nós e Eles | Manoel Prazeres                    |                                | [ 12 ]        |

### Encenação
| Ano  | Titulo                                              | Teatro                      | Ref.  |
| ---- | --------------------------------------------------- | --------------------------- | ----- |
| 2013 | De olhos Fechados de de João Matos e Raquel Palermo | Teatro da Ribeira Grande    |       |
| 2015 | Mulher(e)Xão                                        | Sociedade Guilherme Cossoul | [ 8 ] |

### Guarda Roupa
| Ano  | Titulo  | Encenador | Companhia        | Ref,  |
| ---- | ------- | --------- | ---------------- | ----- |
| 2009 | Son(h)o |           | Ninho de Víboras | [ 4 ] |

### Organização de Festivais
- 2015 - FESTIVAL DA PAIXÃO – 1º ENCONTRO, organizado pela Sociedade de Instrução Guilherme Cossoul, Lisboa[13]
- 2016 - FESTIVAL DA PAIXÃO – 2º ENCONTRO, organizado pela Sociedade de Instrução Guilherme Cossoul, Lisboa.[13]

## Televisão

### Atriz
- 2009-2010 - Conta-me Como Foi
- 2013 - Velhos Amigos
- 2015 - Mar Salgado
- 2015 - A Única Mulher
- 2013-2015 - I Love It
- 2024 - A Travessia

### Direção de Atores
2008 - Olhos nos Olhos
2009 - Sentimentos
2010 - Mar de Paixão 
2012 - Louco Amor 
2013 - Mundo ao Contrário 
2014 - Única Mulher 
2018-2019 - Vidas Opostas

## Cinema
- 2006 - ECOS, curta-metragem realizada por Amaury Santana.
- 2017 - Filha da Lei
- 2019 - Submissão, filme do realizador Leonardo António; Tallinn Black Nights Film Festival[14][15]

1. 1 2  «CETbase: Ficha». ww3.fl.ul.pt. Consultado em 21 de outubro de 2020
2. ↑  «A Nossa História». AMA. Consultado em 21 de outubro de 2020
3. 1 2 3  «A Equipa AMA». AMA. Consultado em 18 de outubro de 2020
4. 1 2 3 4 5 6  «CETbase: Ficha». ww3.fl.ul.pt. Consultado em 21 de outubro de 2020
5. ↑  «CETbase: Ficha». ww3.fl.ul.pt. Consultado em 21 de outubro de 2020
6. ↑  «CETbase: Ficha». ww3.fl.ul.pt. Consultado em 21 de outubro de 2020
7. ↑  «Mostra de Teatro Breve em Contentores - 1ª edição». PPL. 2 de fevereiro de 2015. Consultado em 21 de outubro de 2020
8. 1 2  Coffeepaste. «Mulher(e)Xão». Coffeepaste. Consultado em 21 de outubro de 2020
9. ↑  «sociedade guilherme cossoul joão catarrê - Pesquisa Google». www.google.com. Consultado em 21 de outubro de 2020
10. ↑  Silva, Maria Ramos. «Ensaio no Feminino: uma leitura encenada no Chapitô». Time Out Lisboa. Consultado em 27 de setembro de 2022
11. ↑  «Ensaio no feminino - Leitura Encenada | e-cultura». www.e-cultura.pt. Consultado em 27 de setembro de 2022
12. ↑  «Nove encontros teatrais Nós e Eles». Bibliotecas de Lisboa. Consultado em 26 de julho de 2022
13. 1 2  Horta, Bruno. «Teatro e dança: o que agora chega aos palcos». Observador. Consultado em 24 de outubro de 2020
14. ↑  Portugal, Rádio e Televisão de. «Filme "Submissão", de Leonardo António, na competição oficial do Festival Tallinn Black Nights». Filme "Submissão", de Leonardo  António, na competição oficial do Festival Tallinn Black Nights. Consultado em 18 de outubro de 2020
15. ↑  Lusa, Agência. «"Submissão", de Leonardo António, em competição no Festival Tallinn Black Nights». Observador. Consultado em 24 de outubro de 2020